# Seznam kardinálů zemřelých ve 21. století
Toto je seznam kardinálů zemřelých ve 21. století:

## Zemřelí v roce 2001
- Giuseppe kardinál Casoria (1. října 1908 – 8. února 2001)
- José Alí kardinál Lebrún Moratinos (19. března 1919 – 21. února 2001)
- Pierre Étienne Louis kardinál Eyt (4. června 1934 – 11. června 2001)
- Thomas Joseph kardinál Winning (3. června 1925 – 17. června 2001)
- Silvio Angelo Pio kardinál Oddi (14. listopadu 1910 – 29. června 2001)
- Giuseppe Maria kardinál Sensi (27. května 1907 – 26. července 2001)
- Paolo kardinál Bertoli (1. února 1908 – 8. listopadu 2001)

## Zemřelí v roce 2002
- Franjo kardinál Kuharić (15. dubna 1919 – 11. března 2002)
- Louis-Marie kardinál Billé (18. února 1938 – 12. března 2002)
- Alexandru kardinál Todea (5. června 1912 – 22. května 2002)
- Johannes Joachim kardinál Degenhardt (31. ledna 1926 – 25. července 2002)
- Lucas kardinál Moreira Neves OP (16. září 1925 – 8. září 2002)
- Phanxicô Xaviê kardinál Nguyễn Văn Thuận (17. dubna 1928 – 16. září 2002)
- John Baptist kardinál Wu Cheng-chung (26. března 1925 – 23. září 2002)

## Zemřelí v roce 2003
- Hans Hermann Wilhelm kardinál Groër OSB (13. října 1919 – 24. března 2003)
- Gerald Emmett kardinál Carter (1. března 1912 – 6. dubna 2003)
- Aurelio kardinál Sabattani (18. října 1912 – 19. dubna 2003)
- Francesco kardinál Colasuonno (2. ledna 1925 – 31. května 2003)
- Antonio Ignacio kardinál Velasco García SDB (17. ledna 1929 – 6. července 2003)
- Corrado kardinál Ursi (26. července 1908 – 29. srpna 2003)
- Maurice Michael kardinál Otunga (31. ledna 1923 – 6. září 2003)
- Paulos kardinál Tzadua (25. srpna 1921 – 11. prosince 2003)

## Zemřelí v roce 2004
- Opilio kardinál Rossi (14. května 1910 – 9. února 2004)
- Franz kardinál König (3. srpna 1905 – 13. března 2004)
- Hyacinthe kardinál Thiandoum (2. února 1921 – 18. května 2004)
- Marcelo kardinál González Martín (16. ledna 1918 – 25. srpna 2004)
- Juan Francisco kardinál Fresno Larraín (26. července 1914 – 14. října 2004)
- James Aloysius kardinál Hickey (11. října 1920 – 24. října 2004)
- Gustaaf kardinál Joos (5. července 1923 – 2. listopadu 2004)
- Juan Carlos kardinál Aramburu (11. února 1912 – 18. listopadu 2004)

## Zemřelí v roce 2005
- Jan Pieter kardinál Schotte CICM (29. dubna 1928 – 10. ledna 2005)
- Corrado kardinál Bafile (4. července 1903 – 3. února 2005)
- Jaime Lachica kardinál Sin (31. srpna 1928 – 21. června 2005)
- Giuseppe kardinál Caprio (15. listopadu 1914 – 15. října 2005)
- Leo kardinál Scheffczyk (21. února 1920 – 8. prosince 2005)

## Zemřelí v roce 2006
- Pio kardinál Taofinu'u SM (8. prosince 1923 – 20. ledna 2006)
- Raúl Francisco kardinál Primatesta (14. dubna 1919 – 1. května 2006)
- Ángel kardinál Suquía Goicoechea (2. října 1916 – 13. července 2006)
- Johannes Gerardus Maria kardinál Willebrands (4. září 1909 – 2. srpna 2006)
- Louis-Albert kardinál Vachon (4. února 1912 – 29. září 2006)
- Dino kardinál Monduzzi (2. dubna 1922 – 13. října 2006)
- Carlo Mario Francesco kardinál Pompedda (18. dubna 1929 – 17. října 2006)
- Salvatore kardinál Pappalardo (23. září 1918 – 10. prosince 2006)

## Zemřelí v roce 2007
- Frédéric kardinál Etsou-Nzabi-Bamungwabi CICM (3. prosince 1930 – 6. ledna 2007)
- Antonio María kardinál Javierre Ortas SDB (21. února 1921 – 1. února 2007)
- Angelo kardinál Felici (26. července 1919 – 17. června 2007)
- Jean-Marie kardinál Lustiger (17. září 1926 – 5. srpna 2007)
- Édouard kardinál Gagnon PSS (15. ledna 1918 – 25. srpna 2007)
- Adam kardinál Kozłowiecki SJ (1. dubna 1911 – 28. září 2007)
- Rosalio José kardinál Castillo Lara SDB (4. září 1922 – 16. října 2007)
- Stephen Fumio kardinál Hamao (9. března 1930 – 8. listopadu 2007)
- Alfons Maria kardinál Stickler SDB (23. srpna 1910 – 12. prosince 2007)
- Aloísio Leo Arlindo kardinál Lorscheider OFM (8. října 1924 – 23. prosince 2007)

## Zemřelí v roce 2008
- Peter Poreku kardinál Dery (10. května 1918 – 6. března 2008)
- Adolfo Antonio kardinál Suárez Rivera (9. ledna 1927 – 22. března 2008)
- Ernesto kardinál Corripio y Ahumada (29. června 1919 – 10. dubna 2008)
- Alfonso kardinál López Trujillo (8. listopadu 1935 – 19. dubna 2008)
- Bernardin kardinál Gantin (8. května 1922 – 13. května 2008)
- Antonio kardinál Innocenti (23. srpna 1915 – 6. září 2008)
- Antonio José kardinál González Zumárraga (18. března 1925 – 13. října 2008)
- Avery Robert kardinál Dulles SJ (24. srpna 1918 – 12. prosince 2008)

## Zemřelí v roce 2009
- Pio kardinál Laghi (21. května 1922 – 10. ledna 2009)
- Stéphanos II. kardinál Ghattas CM (16. ledna 1920 – 20. ledna 2009)
- Stephen kardinál Kim Sou-hwan (8. května 1922 – 16. února 2009)
- Phaolô Giuse kardinál Phạm Đình Tụng (15. června 1919 – 22. února 2009)
- Umberto kardinál Betti OFM (7. března 1922 – 1. dubna 2009)
- Jean kardinál Margéot (3. února 1916 – 17. července 2009)
- Petr Seiiči kardinál Širajanagi (17. června 1928 – 30. prosince 2009)
- Cahal Brendan kardinál Daly (1. října 1917 – 31. prosince 2009)

## Zemřelí v roce 2010
- Armand Gaétan kardinál Razafindratandra (7. srpna 1925 – 9. ledna 2010)
- Tomáš kardinál Špidlík SJ (17. prosince 1919 – 16. dubna 2010)
- Paul Augustin kardinál Mayer OSB (23. května 1911 – 30. dubna 2010)
- Luigi kardinál Poggi (25. listopadu 1917 – 4. května 2010)
- Urbano kardinál Navarrete Cortés SJ (25. května 1920 – 22. listopadu 2010)
- Michele kardinál Giordano (26. září 1930 – 2. prosince 2010)

## Zemřelí v roce 2011
- Varkey kardinál Vithayathil CSsR (29. května 1927 – 1. dubna 2011)
- Giovanni kardinál Saldarini (11. prosince 1924 – 18. dubna 2011)
- Agustín kardinál García-Gasco y Vicente (12. února 1931 – 1. května 2011)
- Georg Maximilian kardinál Sterzinsky (9. února 1936 – 1. června 2011)
- Kazimierz kardinál Świątek (21. října 1914 – 21. července 2011)
- Virgilio kardinál Noè (30. března 1922 – 24. července 2011)
- Alojzij Matthew kardinál Ambrožič (27. ledna 1930 – 26. srpna 2011)
- Andrzej Maria kardinál Deskur (29. února 1924 – 3. září 2011)
- John Patrick kardinál Foley (11. listopadu 1935 – 11. prosince 2011)

## Zemřelí v roce 2012
- Anthony Joseph kardinál Bevilacqua (17. června 1923 – 31. ledna 2012)
- José Tomás kardinál Sánchez (17. března 1920 – 9. března 2012)
- Ignác Moussa I. kardinál Daúd (18. září 1930 – 6. dubna 2012)
- Luis kardinál Aponte Martínez (4. srpna 1922 – 10. dubna 2012)
- Rodolfo kardinál Quezada Toruño (8. března 1932 – 4. června 2012)
- Eugênio kardinál de Araújo Sales (8. listopadu 1920 – 9. července 2012)
- Paul kardinál Shan Kuo-hsi SJ (3. prosince 1923 – 22. srpna 2012)
- Carlo Maria kardinál Martini SJ (15. února 1927 – 31. srpna 2012)
- Fortunato kardinál Baldelli (6. srpna 1935 – 20. září 2012)

## Zemřelí v roce 2013
- Józef kardinál Glemp (18. prosince 1929 – 23. ledna 2013)
- Giovanni kardinál Cheli (4. října 1918 – 8. února 2013)
- Julien kardinál Ries (19. dubna 1920 – 23. února 2013)
- Jean Marcel kardinál Honoré (13. srpna 1920 – 28. února 2013)
- Lorenzo kardinál Antonetti (31. července 1922 – 10. dubna 2013)
- Stanisław Kazimierz kardinál Nagy (30. září 1921 – 5. června 2013)
- Simon Ignatius kardinál Pimenta (1. března 1920 – 19. července 2013)
- Ersilio kardinál Tonini (20. července 1914 – 28. července 2013)
- Medardo Joseph kardinál Mazombwe (24. září 1931 – 29. srpna 2013)
- Domenico kardinál Bartolucci (7. května 1917 – 11. listopadu 2013)
- Ricardo María kardinál Carles Gordó (24. září 1926 – 17. prosince 2013)

## Zemřelí v roce 2014
- José da Cruz kardinál Policarpo (26. února 1936 – 12. března 2014)
- Emmanuel III. kardinál Delly (27. září 1927 – 8. dubna 2014)
- Marco kardinál Cé (8. července 1925 – 12. května 2014)
- Duraisamy Simon kardinál Lourdusamy (5. února 1924 – 2. června 2014)
- Bernard kardinál Agré (2. března 1926 – 9. června 2014)
- Francesco kardinál Marchisano (25. června 1929 – 27. července 2014)
- Edward Bede kardinál Clancy (13. prosince 1923 – 3. srpna 2014)
- Edmund Casimir kardinál Szoka (14. září 1927 – 20. srpna 2014)
- Fiorenzo kardinál Angelini (1. srpna 1916 – 22. listopadu 2014)
- Jorge María kardinál Mejía (31. ledna 1923 – 9. prosince 2014)

## Zemřelí v roce 2015
- Karl Josef kardinál Becker (18. dubna 1928 – 10. února 2015)
- Edward Michael kardinál Egan (2. dubna 1932 – 5. března 2015)
- Jean-Claude kardinál Turcotte (26. června 1936 – 8. dubna 2015)
- Roberto kardinál Tucci (19. dubna 1921 – 14. dubna 2015)
- Francis Eugene kardinál George (16. ledna 1937 – 17. dubna 2015)
- Giovanni kardinál Canestri (30. září 1918 – 29. dubna 2015)
- Giacomo kardinál Biffi (13. června 1928 – 11. července 2015)
- László kardinál Paskai (8. května 1927 – 17. srpna 2015)
- Ján Chryzostom kardinál Korec SJ (22. ledna 1924 – 24. října 2015)
- Carlo kardinál Furno (2. prosince 1921 – 9. prosince 2015)
- Julio kardinál Terrazas Sandoval (7. března 1936 – 9. prosince 2015)

## Zemřelí v roce 2016
- George Marie Martin kardinál Cottier OP (25. dubna 1922  – 31. března 2016)
- Giovanni kardinál Coppa (9. listopadu 1925 – 16. května 2016)
- Loris Francesco kardinál Capovilla (14. října 1915 – 26. května 2016)
- Silvano kardinál Piovanelli (21. února 1924 – 9. července 2016)
- Franciszek kardinál Macharski (20. května 1927 – 2. srpna 2016)
- Paulo Evaristo kardinál Arns OFM (14. září 1921 – 14. prosince 2016)

## Zemřelí v roce 2017
- Gilberto kardinál Agustoni (26. července 1922 – 13. ledna 2017)
- Desmond kardinál Connell (24. března 1926 – 21. února 2017)
- Miloslav kardinál Vlk (17. května 1932 – 18. března 2017)
- William Henry kardinál Keeler (4. března 1931 – 23. března 2017)
- Attilio kardinál Nicora (16. března 1937 – 22. dubna 2017)
- Lubomyr kardinál Huzar (26. února 1933 – 31. května 2017)
- Ivan kardinál Dias (14. dubna 1936 – 19. června 2017)
- Joachim kardinál Meisner (25. prosince 1933 – 5. července 2017)
- Dionigi kardinál Tettamanzi (14. března 1934 – 5. srpna 2017)
- Cormac kardinál Murphy-O'Connor (24. srpna 1932 – 1. září 2017)
- Carlo kardinál Caffarra (1. června 1938 – 6. září 2017)
- Velasio kardinál De Paolis (19. září 1935 – 9. září 2017)
- Ricardo Jamin kardinál Vidal (6. února 1931 – 18. října 2017)
- Bernard Louis Auguste Paul kardinál Panafieu (26. ledna 1931 – 12. listopadu 2017)
- Andrea kardinál Cordero Lanza di Montezemolo (27. srpna 1925 – 19. listopadu 2017)
- Bernard Francis kardinál Law (4. listopadu 1931 – 20. prosince 2017)

## Zemřelí v roce 2018
- Karl kardinál Lehmann (16. května 1936 – 11. března 2018)
- Keith Michael Patrick kardinál O'Brien (17. března 1938 – 19. března 2018)
- Darío kardinál Castrillón Hoyos (4. července 1929 – 18. května 2018)
- Miguel kardinál Obando y Bravo (2. února 1926 – 3. června 2018)
- Jean-Louis Pierre kardinál Tauran (5. dubna 1943 – 5. července 2018)

## Zemřelí v roce 2019
- Fernando Sebastián kardinál Aguilar CMF (14. prosince 1929 – 24. ledna 2019)
- Godfried kardinál Danneels (4. června 1933 – 14. března 2019)
- Nasrallah Butrus kardinál Sfeir (15. května 1920 – 12. května 2019)
- Elio kardinál Sgreccia (6. června 1928 – 5. června 2019)
- Paolo kardinál Sardi (1. září 1934 – 13. července 2019)
- José Manuel kardinál Estepa Llaurens (1. ledna 1926 – 21. července 2019)
- Jaime Lucas kardinál Ortega y Alamino (18. října 1936 – 26. července 2019)
- Sergio Obeso kardinál Rivera (31. října 1931 – 11. srpna 2019)
- Achille kardinál Silvestrini (23. října 1923 – 29. srpna 2019)
- José de Jesús kardinál Pimiento Rodríguez (18. února 1919 – 3. září 2019)
- Roger Marie Élie kardinál Etchegaray (25. září 1922 – 4. září 2019)
- William Joseph kardinál Levada (15. června 1936 – 26. září 2019)
- Serafim kardinál Fernandes de Araújo (13. srpna 1924 – 8. října 2019)
- Prosper kardinál Grech (24. prosince 1925 – 30. prosince 2019)

## Zemřelí v roce 2020
- Renato kardinál Corti (1. března 1936 – 12. května 2020)
- Zenon kardinál Grocholewski (11. října 1939 – 17. července 2020)
- Adrianus Johannes kardinál Simonis (26. listopadu 1931 – 2. září 2020)
- Marian Franciszek kardinál Jaworski (21. srpna 1926 – 5. září 2020)
- Anthony Soter kardinál Fernandez (22. dubna 1932 – 28. října 2020)
- Raúl Eduardo kardinál Vela Chiriboga (1. ledna 1934 – 15. listopadu 2020)
- Henryk Roman kardinál Gulbinowicz (17. října 1923 – 16. listopadu 2020)

## Zemřelí v roce 2021
- Henri kardinál Schwery (14. června 1932 – 7. ledna 2021)
- Eusébio Oscar kardinál Scheid (8. prosince 1932 – 13. ledna 2021)
- Christian Wiyghan kardinál Tumi (15. října 1930 – 2. dubna 2021)
- Edward Idris kardinál Cassidy (5. července 1924 – 10. dubna 2021)
- Sebastian Koto kardinál Khoarai (11. září 1929 – 17. dubna 2021)
- Nicholas kardinál Čong Čin-sok (7. prosince 1931 – 27. dubna 2021)
- Cornelius kardinál Sim (16. září 1951 – 29. května 2021)
- Laurent kardinál Monsengwo Pasinya (7. října 1939 – 11. července 2021)
- Albert kardinál Vanhoye SJ (24. července 1923 – 29. července 2021)
- Eduardo kardinál Martínez Somalo (31. března 1927 – 10. srpna 2021)
- Jorge Liberato kardinál Urosa Savino (28. srpna 1942 – 23. září 2021)
- José Freire kardinál Falcão (23. října 1925 – 26. září 2021)
- Alexandre José Maria kardinál dos Santos (18. března 1924 – 29. září 2021)
- Jorge Arturo Augustin kardinál Medina Estévez (23. prosince 1926 – 3. října 2021)

## Zemřelí v roce 2022
- Francisco Álvarez kardinál Martínez (14. července 1925 – 5. ledna 2022)
- Luigi kardinál De Magistris (23. února 1926 – 16. února 2022)
- Agostino kardinál Cacciavillan (14. srpna 1926 – 5. března 2022)
- Antonios kardinál Naguib (18. března 1935 – 28. března 2022)
- Javier kardinál Lozano Barragán (26. ledna 1933 – 20. dubna 2022)
- Carlos Amigo kardinál Vallejo (23. srpna 1934 – 27. dubna 2022)
- Angelo kardinál Sodano (23. listopadu 1927 – 27. května 2022)
- Cláudio kardinál Hummes (8. srpna 1934 – 4. července 2022)
- Jozef kardinál Tomko (11. března 1924 – 8. srpna 2022)
- Richard Kuuia kardinál Baawobr (21. června 1959 – 27. listopadu 2022)
- Severino kardinál Poletto (18. března 1933 – 17. prosince 2022)

## Zemřelí v roce 2023
- George kardinál Pell (8. června 1941 – 10. ledna 2023)
- Karl-Josef kardinál Rauber (11. dubna 1934 – 26. března 2023)
- Geraldo Majella kardinál Agnelo (19. října 1933 – 26. srpna 2023)
- Telesphore Placidus kardinál Toppo (15. října 1939 – 4. října 2023)
- Thomas Stafford kardinál Williams (20. března 1930 – 22. prosince 2023)

## Zemřelí v roce 2024
- Sergio kardinál Sebastiani (11. dubna 1931 – 16. ledna 2024)
- Paul Josef kardinál Cordes (5. září 1934 – 15. března 2024)
- Pedro kardinál Rubiano Sáenz (13. září 1932 – 15. dubna 2024)
- Kelvin Edward kardinál Felix (15. února 1933 – 30. května 2024)
- Alexandre kardinál do Nascimento (1. března 1925 – 28. září 2024)
- Eugenio kardinál Dal Corso (16. května 1939 – 20. října 2024)
- Renato Raffaele kardinál Martino (23. listopadu 1932 – 28. října 2024)
- Miguel Ángel Ayuso kardinál Guixot (17. června 1952 – 25. listopadu 2024)
- Angelo kardinál Amato (8. června 1938 – 31. prosince 2024)

## Zemřelí v roce 2025
- Theodore Edgar McCarrick (na svou kardinálskou hodnost rezignoval roku 2018 v reakci na obvinění ze sexuálního zneužívání nezletilých, později propuštěn i z duchovního stavu) (7. července 1930 – 3. dubna 2025)
- Luis Pascual kardinál Dri OMF Cap. (17. dubna 1927 – 30. června 2025)
- André Armand kardinál Vingt-Trois (7. listopadu 1942 – 18. července 2025)
- Estanislao Esteban kardinál Karlic (7. února 1926 – 8. srpna 2025)